# Château de Sélino
Le château de Sélino (grec moderne : Κάστρο Σελίνου; italien : Castel Selino), également connus sous le nom de château de Paleóchora (grec moderne : Κάστρο Παλαιοχώρας) est un château vénitien situé dans le village de Paleóchora, sur l'île de Crète, en Grèce,,.

## Histoire

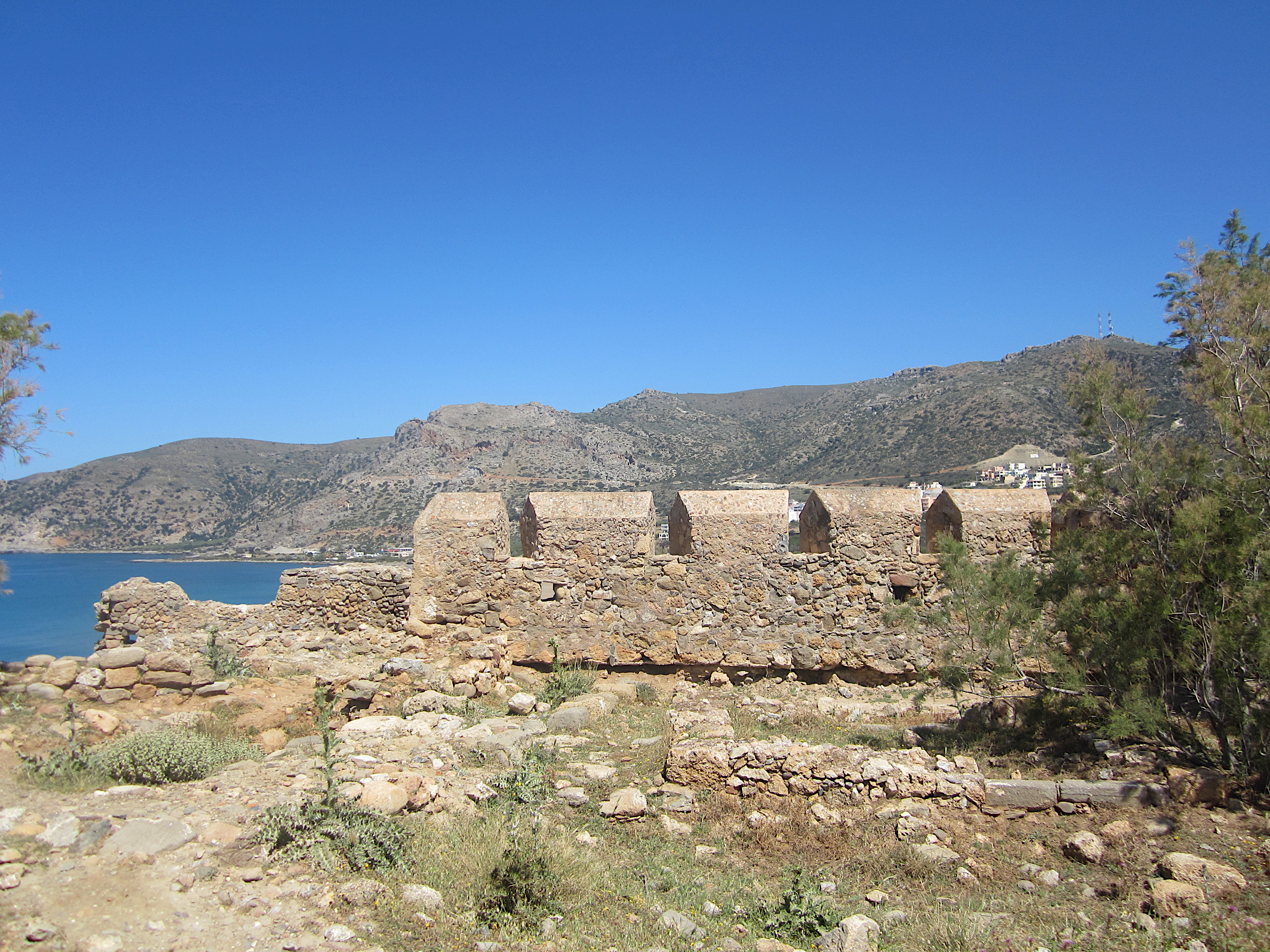
Vue des ruines du château de Sélino.

Le château de Sélino est construit en 1282, sur ordre de Marino Gradenigo, fonctionnaire vénitien gouvernant l'île de Crète à l'époque. Le but de la construction du château est de protéger la côte sud de l'île, ainsi que la route maritime menant vers l'Afrique du Nord. Il ne s'agit pas d'une place forte d'une importance particulière, cependant elle est la seule située dans les environs. Le toponyme de Sélino provient vraisemblablement du céleri qui pousse en abondance dans la région. À partir du château, le nom se transmet à l'ensemble de la région, faisant aujourd'hui partie du territoire du dème de Kándanos-Sélino.

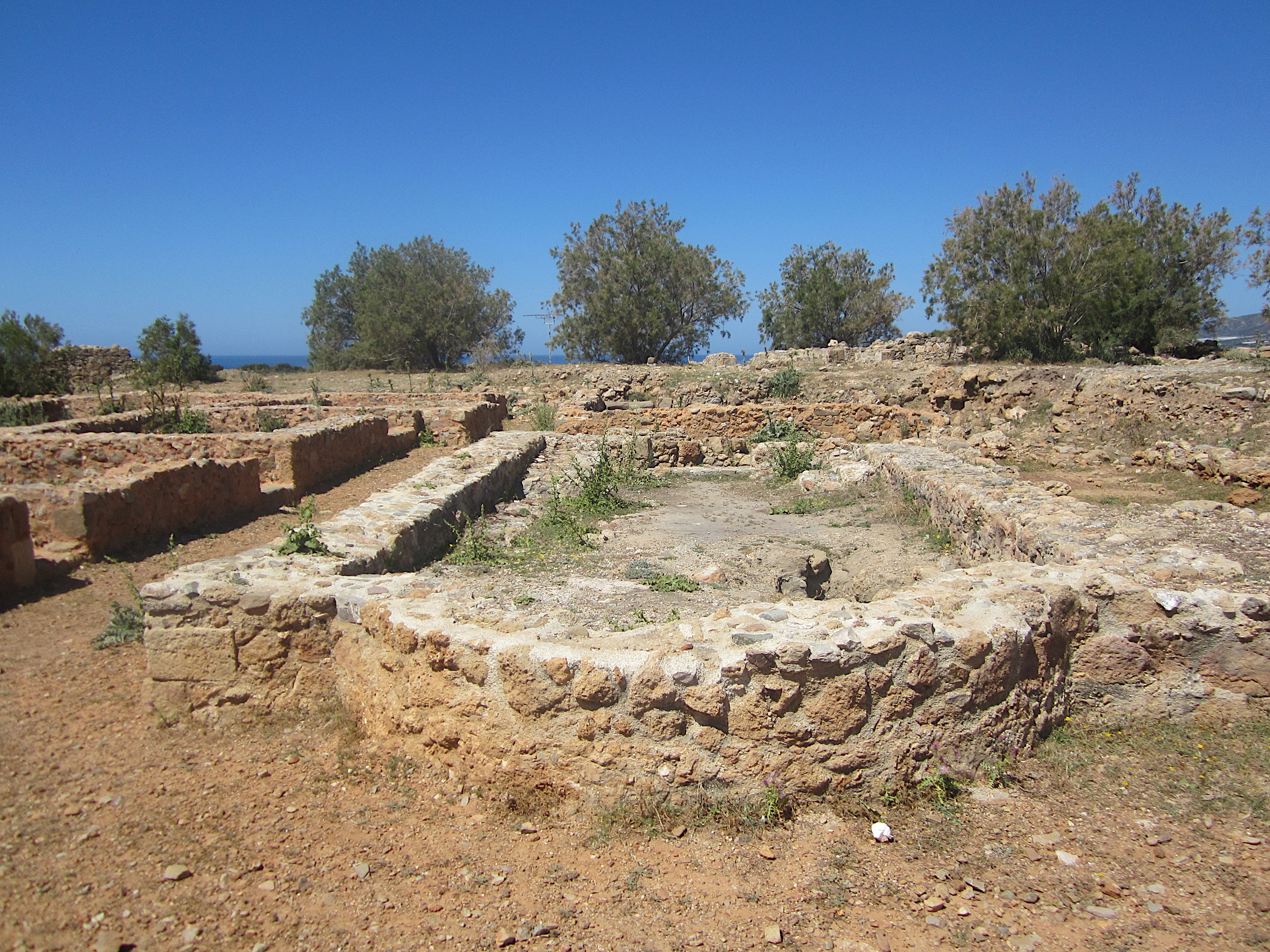
Vue des ruines de l'église du château.

En 1332, des rebelles crétois s'emparent du château de Sélino sous le commandement de Várdas Kallérgis et tuent son châtelain, Ermólaos Velénios, ainsi que sa famille et ses troupes, avant d'être repris par les Vénitiens en 1334. En 1539, le château est conquis par Khayr ad-Din Barberousse pour le compte de l'Empire ottoman. Par la suite, le château est moins utilisé. Au cours de la période entre 1595 et 1596, les Vénitiens procèdent à la reconstruction du château de Sélino, sous les ordres de Benetto Dolfin. En 1653, le château est occupé par les Ottomans. Au cours de la période ottomane, le château est de nouveau moins utilisé, jusqu'à la restauration d'une partie de ses fortifications en 1867,,.

## Architecture
Le château est situé sur un promontoire à proximité du sud-ouest du village de Paleóchora et est construit à une altitude d'environ 20 mètres au-dessus du niveau de la mer. Le château est construit en forme approximativement rectangulaire, avec deux tours situées sur le côté sud et une située sur le côté nord. Le château comprend des bâtiments de garnison, des réservoirs d'eau, ainsi qu'une petite église, entre autres. Aujourd'hui, il ne subsiste que des ruines sur le site, datant, principalement, de la période ottomane,.